# Диоцез Тунсберга

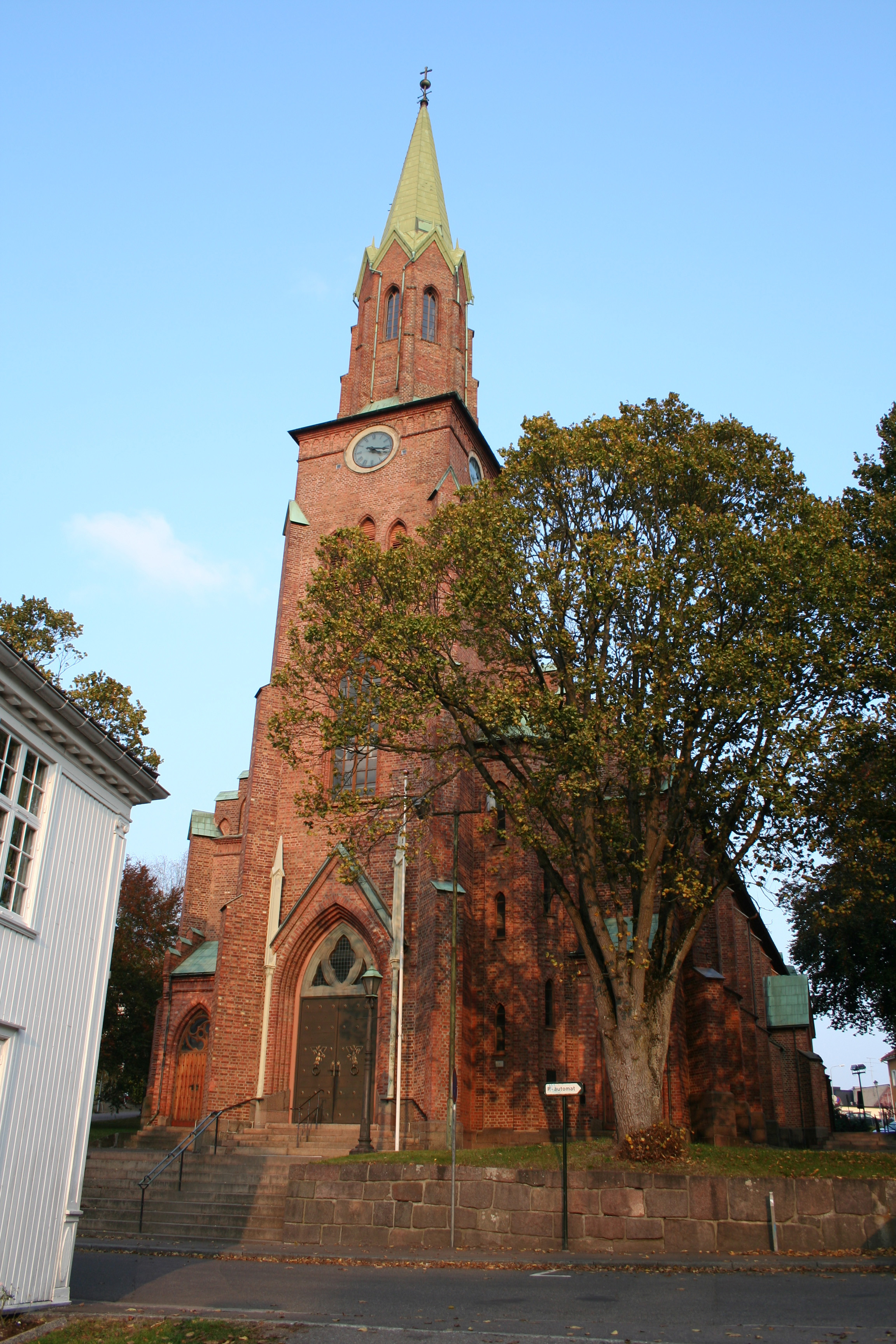
Тёнсбергский собор

Расположение диоцеза Тунсберга

Диоцез Тунсберга (норв. Tunsberg bispedømme) — один из одиннадцати диоцезов Церкви Норвегии. Охватывает Вестфолл и Бускеруд, насчитывает 9 пробств. Кафедральным собором диоцеза является Тёнсбергский собор в Тёнсберге.
Пер Арне Дал стал епископом Тунсберга в 2014 году, но уже в 2018 году ушёл в отставку. С 2018 года епископом является Ян Отто Мирсет.

## История
До создания диоцеза Тунсберга в 1948 году Вестфолл и Бускеруд входили в диоцез Осло. На собрании епископата в 1936 году стало ясно, что одному епископу не под силу управлять территорией, на которой проживает около трети населения всей Норвегии. Было предложено выделить Вестфолл и Бускеруд в новый диоцез, однако из-за Второй мировой войны обсуждение было возобновлено только в 1945 году. 24 ноября 1947 года Одельстинг постановил, что Вестфолл и Бускеруд станут новым диоцезом, и что собор будет находиться в Тёнсберге. Исторически Тёнсберг был важным религиозным центром в Норвегии; в Средневековье в этом небольшом городе 7 церквей и 3 монастыря.
20 июня 1948 года сам король Хокон VII присутствовал на церемонии рукоположения первого епископа Тунсберга в Тёнсбергском соборе. Рядом с Тёнсбергским собором находится Парк Памяти, посвящённый героям Второй мировой войны. В парке установлены различные изваяния — скульптуры, фонтаны и другие произведения искусства — но самой известной работой скульптура «Мать и дитя» Густава Вигеланда.

## Епископы
- Бьярне Скард (1948—1961)
- Дагфинн Хауге (1961—1978)
- Хокон Э. Андерсен (1978—1990)
- Сигурд Осберг (1990—2002)
- Лайла Риксаасен Дал (2003—2014)
- Пер Арне Дал (2014—2018)
- Ян Отто Мирсет (с 2018)